# Alicja Grześkowiak
Alicja Grześkowiak, née le 10 juin 1941 à Świrz (Ukraine), est une femme politique polonaise, membre de l'Alliance électorale Solidarité (AWS) et présidente du Sénat de 1997 à 2001.

## Biographie
Elle est la première femme à présider une assemblée parlementaire en Pologne (la seconde, Ewa Kopacz, présidant la Diète de 2011 à 2014).

## Source
- (pl) Cet article est partiellement ou en totalité issu de l’article de Wikipédia en polonais intitulé « Alicja Grześkowiak » (voir la liste des auteurs).

## Annexe